# Ячмінево
Ячмі́нево (рос. Ячменево) — присілок у складі Шадрінського району Курганської області, Росія. Входить до складу Ковризької сільської ради.
Населення — 70 осіб (2010, 110 у 2002).
Національний склад станом на 2002 рік: росіяни — 94 %.